# Championnats d'Afrique de gymnastique artistique 2014
Navigation
Tunis 2012 Alger 2016
Les championnats d'Afrique de gymnastique artistique 2014 sont la 12e édition des championnats d'Afrique de gymnastique artistique. Ils se déroulent du 24 mars au 1er avril 2014 à Pretoria, en Afrique du Sud,.
Les athlètes masculins (GAM) ont six appareils : anneaux, arçons, barre fixe, barres parallèles, saut et sol. Les athlètes féminines (GAF) ont quatre appareils : barres asymétrique, poutre, saut et sol.  
Les championnats comprennent des épreuves seniors et juniors. 
Cette édition est organisée conjointement avec les Championnats d'Afrique de gymnastique rythmique 2014.

## Championnats seniors

### Tableau des médailles
| Épreuves                    | Or                                                                                              | Argent                                                                                  | Bronze                                                                                              |
| --------------------------- | ----------------------------------------------------------------------------------------------- | --------------------------------------------------------------------------------------- | --------------------------------------------------------------------------------------------------- |
| Hommes                      |                                                                                                 |                                                                                         | |
| Concours par équipes        | Algérie Hillal Metidji Mohamed Abdeldjalil Bourguieg Walid Hacib Mohamed Aouicha Mohamed Reghib | Égypte Mohamed El Sahar Karim Mohamed Ali Abouel Kassem Omar Hassen Tarek Hamdy Shalaby | Afrique du Sud Siphesihle Biyase Cameron Mackenzie Michael Makings Tiaan Grobler Siphamandla Ngcobo |
| Concours général individuel | Hillal Metidji                                                                                  | Mohamed El Saharty                                                                      | Mohamed Abdeldjalil Bourguieg                                                                       |
| Anneaux                     | Ali Abouel Kassem                                                                               | Mohamed El Saharty                                                                      | Hacib Walid                                                                                         |
| Arçons                      | Nasser Abderrazak                                                                               | Mohamed El Saharty                                                                      | Mohamed Aouicha                                                                                     |
| Barre fixe                  | Mohamed Reghib                                                                                  | Karim Mohamed                                                                           | Mohamed El Saharty                                                                                  |
| Barres parallèles           | Mohamed El Saharty                                                                              | Hillal Metidji                                                                          | Mohamed Reghib                                                                                      |
| Saut                        | Mohamed Abdeldjalil Bourguieg                                                                   | Othmane Rezqi                                                                           | Wajdi Bouallègue                                                                                    |
| Sol                         | Mohamed Aziz Trabelsi                                                                           | Othmane Rezqi                                                                           | Mohamed Abdeldjalil Bourguieg                                                                       |
| Femmes                      |                                                                                                 |                                                                                         | |
| Concours par équipes        | Afrique du Sud Kirsten Beckett Bianca Mann Claudia Cummins Alessandra Thompson Angela Maguire   | Égypte Fadwa Mahmoud Farida Shokry Rowan Wageeh Rana Elbialy Mai Ahmed Saad             | Maroc Houda Eddachraoui Myriam El Koukho Hebatallah Serry Hayat Houmairy Najwa Dassalm              |
| Concours général individuel | Kirsten Beckett                                                                                 | Bianca Mann                                                                             | Rowan Wageeh                                                                                        |
| Barres asymétriques         | Kirsten Beckett                                                                                 | Bianca Mann                                                                             | Myriam El Koukho                                                                                    |
| Poutre                      | Farida Shokry                                                                                   | Bianca Mann                                                                             | Kirsten Beckett                                                                                     |
| Saut                        | Fadwa Mahmoud                                                                                   | Kirsten Beckett                                                                         | Rowan Wageeh                                                                                        |
| Sol                         | Kirsten Beckett                                                                                 | Rana Elbialy                                                                            | Farida Shokry                                                                                       |

### Classement
| Rang | Nation         | Or | Argent | Bronze | Total |
| ---- | -------------- | -- | ------ | ------ | ----- |
| 1    | Égypte         | 4  | 7      | 4      | 15    |
| 2    | Afrique du Sud | 4  | 4      | 2      | 10    |
| 3    | Algérie        | 4  | 1      | 5      | 10    |
| 4    | Maroc          | 1  | 2      | 2      | 5     |
| 5    | Tunisie        | 1  | 0      | 1      | 2     |
|      | Total          | 14 | 14     | 14     | 42    |

## Championnats juniors

### Tableau des médailles
| Épreuves                    | Or                                                                                 | Argent                                                                                          | Bronze                                                                |
| --------------------------- | ---------------------------------------------------------------------------------- | ----------------------------------------------------------------------------------------------- | --------------------------------------------------------------------- |
| Garçons                     |                                                                                    |                                                                                                 |                                                                       |
| Concours par équipes        | Égypte                                                                             | Afrique du Sud                                                                                  | Maroc                                                                 |
| Concours général individuel | Ahmed Youssef                                                                      | Ahmed Amin                                                                                      | Eslam El Sayed                                                        |
| Anneaux                     | Youssef Elaskary                                                                   | Imad Benchohra                                                                                  | Ahmed Youssef                                                         |
| Arçons                      | Eslam El Sayed                                                                     | Ahmed Youssef                                                                                   | Hazim El Moudni                                                       |
| Barre fixe                  | Eslam El Sayed                                                                     | Youssef Elaskary                                                                                | Muhammad Khaalid Mia                                                  |
| Barres parallèles           | Ahmed Amin                                                                         | Ahmed Youssef                                                                                   | Muhammad Khaalid Mia                                                  |
| Saut                        | Imad Benchohra                                                                     | Ahmed Amin                                                                                      | Hamza Hajjaji                                                         |
| Sol                         | Imad Benchohra                                                                     | Mohamed Moubarak                                                                                | Eslam El Sayed                                                        |
| Filles                      |                                                                                    |                                                                                                 |                                                                       |
| Concours par équipes        | Égypte Nada Ayman Ibrahim Farida Nassa Salma Hisham Mahmoud Rahaf Michael Hya Anis | Afrique du Sud Mammule Rankoe Caitlin Rooskrantz Lukisha Schalk Aatiqah Abrahams Logan Lawrence | Algérie Chama Temmami Nesrine Magroune Zineb Mama Ayad Ahlem Mokhtari |
| Concours général individuel | Nada Ayman Ibrahim                                                                 | Mammule Rankoe                                                                                  | Farida Nassa                                                          |
| Barres asymétriques         | Mammule Rankoe                                                                     | Nada Ayman Ibrahim                                                                              | Salma Hisham Mahmoud                                                  |
| Poutre                      | Farida Nassa                                                                       | Chahed Sakr                                                                                     | Mammule Rankoe                                                        |
| Saut                        | Nada Ayman Ibrahim                                                                 | Aatiqah Abrahams                                                                                | Rahaf Michael                                                         |
| Sol                         | Nada Ayman Ibrahim                                                                 | Lukisha Schalk                                                                                  | Hya Anis                                                              |

### Classement
| Rang | Nation         | Or | Argent | Bronze | Total |
| ---- | -------------- | -- | ------ | ------ | ----- |
| 1    | Égypte         | 11 | 7      | 7      | 25    |
| 2    | Algérie        | 2  | 1      | 1      | 4     |
| 3    | Afrique du Sud | 1  | 5      | 3      | 9     |
| 4    | Tunisie        | 0  | 1      | 0      | 1     |
| 5    | Maroc          | 0  | 0      | 3      | 3     |
|      | Total          | 14 | 14     | 14     | 42    |